# Куп Кариба 1991.
Куп Кариба 1991. (познат као Шел Куп Кариба због спонзорства) било је треће издање Купа Кариба, основано од стране ФСК, једне од КОНКАКАФ зона. Домаћин финалног дела турнира је била Јамајка. Финални део такмичења одржано је од 24. маја до 2. јуна и шест тимова се пласирало у последњу рунду где су се придружили браниоцима титуле Тринидаду и Тобагу и домаћину Јамајци. У квалификацијама је учествовало осамнаест тимова.
Осам тимова (седам након што се Куба повукла из такмичења) било је подељено у две групе по четири, а прва два тима из сваке групе су се пласирали у нокаут фазу где су се победници полуфинала пласирали на Златни куп који је одржан четири недеље након турнира на Карибима. У финалу, Јамајка је победила Тринидад и Тобаго са 2:0 головима Пола Дејвиса и Винстона Англина обезбедивши прву титулу Јамајке док су се са Тринидадом и Тобагом квалификовали за златни куп. У плеј-офу за треће место Света Луција је савладала Гвајану са 4:1. 

## Квалификације
Јамајка (као домаћин) и  Тринидад и Тобаго (као носилац титуле) су се аутоматски квалификовали за финални део турнира одржаном на Јамајци.
Кфалификације су се одржале од 10. маја па до 19. маја 1991. године.

### Група 1
Утакмице су игране у Сан Хуану, Порторико
| Репрезентација         | Ута. | Поб. | Нер. | Изг. | ГД | ГП | ГР | Бод. |
| ---------------------- | ---- | ---- | ---- | ---- | -- | -- | -- | ---- |
| Доминиканска Република | 2    | 1    | 1    | 0    | 4  | 2  | +2 | 4    |
| Хаити                  | 2    | 1    | 1    | 0    | 4  | 3  | +1 | 4    |
| Порторико              | 2    | 0    | 0    | 2    | 3  | 6  | –3 | 0    |

| Порторико | 2:3 | Хаити |
| --------- | --- | ----- |
|           |     |       |

| Доминиканска Република | 1:1 | Хаити |
| ---------------------- | --- | ----- |
|                        |     |       |

| Порторико | 1:3 | Доминиканска Република |
| --------- | --- | ---------------------- |
|           |     |                        |

### Група 2
| Репрезентација    | Ута. | Поб. | Нер. | Изг. | ГД | ГП | ГР | Бод. |
| ----------------- | ---- | ---- | ---- | ---- | -- | -- | -- | ---- |
| Мартиник          | 2    | 1    | 0    | 1    | 4  | 3  | +1 | 3    |
| Француска Гвајана | 2    | 1    | 0    | 1    | 2  | 2  | 0  | 3    |
| Гваделуп          | 2    | 1    | 0    | 1    | 2  | 3  | –1 | 3    |

| [[Фудбалска репрезентација Мартиника {{{altlink2}}}\|Мартиник]] | 1:2 | Француска Гвајана |
| --------------------------------------------------------------- | --- | ----------------- |
|                                                                 |     |                   |

| Гваделуп | 1:0 | Француска Гвајана |
| -------- | --- | ----------------- |
|          |     |                   |

| [[Фудбалска репрезентација Мартиника {{{altlink2}}}\|Мартиник]] | 3:1 | Гваделуп |
| --------------------------------------------------------------- | --- | -------- |
|                                                                 |     |          |

### Група 3
Куба се пласирала даље без одигране утакмице у групној фази.

### Група 4
Утакмице су игране у Сент Китс и Невису
| Репрезентација              | Ута. | Поб. | Нер. | Изг. | ГД | ГП | ГР | Бод. |
| --------------------------- | ---- | ---- | ---- | ---- | -- | -- | -- | ---- |
| Кајманска Острва            | 2    | 1    | 1    | 0    | 3  | 2  | +1 | 4    |
| Сент Китс и Невис           | 2    | 0    | 2    | 0    | 1  | 1  | 0  | 2    |
| Британска Девичанска Острва | 2    | 0    | 1    | 1    | 1  | 2  | –1 | 1    |

| Кајманска Острва | 2:1 | Британска Девичанска Острва |
| ---------------- | --- | --------------------------- |
|                  |     |                             |

| Сент Китс и Невис | 1:1 | Кајманска Острва |
| ----------------- | --- | ---------------- |
|                   |     |                  |

| Сент Китс и Невис | 0:0 | Британска Девичанска Острва |
| ----------------- | --- | --------------------------- |
|                   |     |                             |

### Група 5
Утакмице су игране у Џорџтауну, Гвајана
| Репрезентација   | Ута. | Поб. | Нер. | Изг. | ГД | ГП | ГР | Бод. |
| ---------------- | ---- | ---- | ---- | ---- | -- | -- | -- | ---- |
| Гвајана          | 2    | 1    | 1    | 0    | 5  | 1  | +4 | 4    |
| Суринам          | 2    | 1    | 1    | 0    | 2  | 1  | +1 | 4    |
| Холандски Антили | 2    | 0    | 0    | 2    | 0  | 5  | –5 | 0    |

| Суринам | 1:0 | Холандски Антили |
| ------- | --- | ---------------- |
|         |     |                  |

| Гвајана                                     | 4:0 | Холандски Антили |
| ------------------------------------------- | --- | ---------------- |
| Ентони Стантон · Крис Барнвел · Лерон Бејли |     |                  |

| Гвајана        | 1:1 | Суринам     |
| -------------- | --- | ----------- |
| Ентони Стантон |     | Ерик Гадлип |

### Група 6
Утакмице су игране у Кастризу, Света Луција
| Репрезентација | Ута. | Поб. | Нер. | Изг. | ГД | ГП | ГР | Бод. |
| -------------- | ---- | ---- | ---- | ---- | -- | -- | -- | ---- |
| Света Луција   | 2    | 2    | 0    | 0    | 9  | 0  | +9 | 6    |
| Монтсерат      | 2    | 0    | 1    | 1    | 1  | 4  | –3 | 1    |
| Ангвила        | 2    | 0    | 1    | 1    | 1  | 7  | –6 | 1    |

| Света Луција | 3:0 | Монтсерат |
| ------------ | --- | --------- |
|              |     |           |

| Монтсерат | 1:1 | Ангвила |
| --------- | --- | ------- |
|           |     |         |

| Света Луција | 6:0 | Ангвила |
| ------------ | --- | ------- |
|              |     |         |

## Завршни турнир

### Групна фаза
Све утакмице су игране у Кингстону, Јамајка

## Финалисти
| Репрезентација         | Квалификација  | Број учешћа | Најбоље перформансе |
| ---------------------- | -------------- | ----------- | ------------------- |
| Јамајка                | домаћин        | 2           | Квалификације       |
| Тринидад и Тобаго      | Шампион 1989.  | 3           | победник            |
| Доминиканска Република | поз. 1 Група 1 | 1           |                     |
| Мартиник               | поз. 1 Група 2 | 2           | финале              |
| Куба (Одустала)        | #Група 3       |             |                     |
| Кајманска Острва       | поз. 1 Група 4 | 1           |                     |
| Гвајана                | поз. 1 Група 5 | 1           |                     |
| Света Луција           | поз. 1 Група 6 | 1           |                     |

#### Група А
Куба је требала да игра у овој групи али је одустала од такмичења
| Репрезентација   | Ута. | Поб. | Нер. | Изг. | ГД | ГП | ГР | Бод. |
| ---------------- | ---- | ---- | ---- | ---- | -- | -- | -- | ---- |
| Јамајка          | 2    | 2    | 0    | 0    | 9  | 2  | +7 | 6    |
| Гвајана          | 2    | 1    | 0    | 1    | 2  | 7  | –5 | 3    |
| Кајманска Острва | 2    | 0    | 0    | 2    | 3  | 5  | –2 | 0    |

| Јамајка                                                                                    | 6:0 | Гвајана |
| ------------------------------------------------------------------------------------------ | --- | ------- |
| Вејн Палмер 4’ · Пол Дејвис 14’ 48’ · Родерик Рејд 63’ · Бери Гејнор 74’ · Волтер Бојд 86’ |     |         |

| Јамајка                             | 3:2 | Кајманска Острва                |
| ----------------------------------- | --- | ------------------------------- |
| Пол Дејвис 2’ 47’ · Монтиг Лонг 89’ |     | Ли Рамун 38’ · Пол Парчмент 80’ |

| Гвајана               | 2:1 | Кајманска Острва  |
| --------------------- | --- | ----------------- |
| Најџел Месаја 29’ 89’ |     | Ноел Вилијамс 30’ |

### Група Б
| Репрезентација         | Ута. | Поб. | Нер. | Изг. | ГД | ГП | ГР  | Бод. |
| ---------------------- | ---- | ---- | ---- | ---- | -- | -- | --- | ---- |
| Тринидад и Тобаго      | 3    | 2    | 0    | 1    | 9  | 2  | +7  | 6    |
| Света Луција           | 3    | 1    | 2    | 0    | 2  | 1  | +1  | 5    |
| Мартиник               | 3    | 1    | 1    | 1    | 4  | 2  | +2  | 4    |
| Доминиканска Република | 3    | 0    | 1    | 2    | 1  | 11 | –10 | 1    |

| Тринидад и Тобаго                                                     | 7:0 | Доминиканска Република |
| --------------------------------------------------------------------- | --- | ---------------------- |
| Расел Латапи · Леонсон Луис · Декстер Скини · Пол Алекс · Ентон Томас |     |                        |

| Света Луција | 0:0 | Мартиник |
| ------------ | --- | -------- |
|              |     |          |

| Тринидад и Тобаго | 1:0 | Мартиник |
| ----------------- | --- | -------- |
| Расел Латапи      |     |          |

| Света Луција | 0:0 | Доминиканска Република |
| ------------ | --- | ---------------------- |
|              |     |                        |

| Тринидад и Тобаго | 1:2 | Света Луција                |
| ----------------- | --- | --------------------------- |
| Декстер Скин      |     | Тревор Кадет · Мајкл Едмунд |

| [[Фудбалска репрезентација Мартиника {{{altlink2}}}\|Мартиник]] | 4:1 | Доминиканска Република |
| --------------------------------------------------------------- | --- | ---------------------- |
| Жан-Хуберт Софи 20’ · Џорџ гертруд 36’ 49’ · Патрик Кадал 69’   |     | Едуардо Круз 50’       |

### Полуфинале
| Тринидад и Тобаго                      | 3:1 | Гвајана      |
| -------------------------------------- | --- | ------------ |
| Филберт Џонс 2’ · Расел Латапи 4’, 82’ |     | Линдон Лаинг |

| Јамајка                           | 2:0 | Света Луција |
| --------------------------------- | --- | ------------ |
| Пол Дејвис 18’ · Родерик Рајд 88’ |     |              |

### Утакмица за треће место
| Света Луција                                                | 4:1 | Гвајана        |
| ----------------------------------------------------------- | --- | -------------- |
| Филип Гилберт · Мартин Александер · Викторин Викс · Ерл Жан |     | Ентони Стантон |

### Финале
| Тринидад и Тобаго | 0:2 | Јамајка                            |
| ----------------- | --- | ---------------------------------- |
|                   |     | Пол Дејвис 6’ · Винстон Англин 49’ |

| Најбољи играч Пол Дејвис | Победник Купа Кариба 1991. Јамајка 1° титула | Најбољи стрелац Пол Дејвис (5. голова) |